# Maria-preta-de-bico-azulado
Caça-moscas-de-bico-celeste ou maria-preta-de-bico-azulado (Knipolegus cyanirostris) é uma espécie de ave da família Tyrannidae.
Pode ser encontrada nos seguintes países: Argentina, Bolívia, Brasil, Paraguai e Uruguai.
Os seus habitats naturais são: florestas temperadas, regiões subtropicais ou tropicais húmidas de alta altitude, matagal tropical ou subtropical de alta altitude e florestas secundárias altamente degradadas.